# Unione dei comuni del Pratomagno
L'Unione dei comuni del Pratomagno è un'unione di comuni della Toscana, in provincia di Arezzo, costituitasi a ottobre 2008 e formata dai comuni di: Castelfranco Piandiscò, Castiglion Fibocchi e Loro Ciuffenna.
Succede dal 1º gennaio 2009 alla precedente Comunità Montana del Pratomagno
Statuto vigente al 1º gennaio 2023